# Живојин Турински
Живојин Турински (Петровград, 26. октобар 1935 — Београд, 2001) је био српски сликар, ликовни критичар и професор Универзитета у Београду.

## Биографија
Дипломирао је сликарство на Академији ликовних уметности у Београду 1960. године у класама Љубице Сокић, Недељка Гвозденовића и Стојана Ћелића, потом је завршио и постдипломске студије. По завршетку Академије запослио се најпре као асистент а потом и професор за предмет сликарска технологија, да би од 1985. године постао професор цртања и сликања.
Од 1962. године био је ликовни критичар ревије Данас, дневне новине Политика, часописа Поља, и недељника НИН, а писао је и за часопис Уметност у коме је био уредник од 1972. до 1978.
Од 1955. године учествовао је на бројним колективним изложбама у земљи и иностранству.

## Сликарство
Још увек надомак сопственог, препознатљивог облика који је Живојин Турински већ око 1962. године дефинитивно створио и усвојио претварајући га у трајну форму „симбола-знака“, критика је у његовим почетним радовима наслутила развој према енформелу. Будући да је велики део сликарске праксе Турински посветио технолошким аспектима овог медија, јер је тај предмет дуго година, пре него што је добио сликарску класу, предавао на Ликовној академији у Београду, да је написао књигу и уџбеник о сликарским технологијама и преводио чланке о тој дисциплини, јасно је да он, од самих почетака у центар интересовања ставља управо технолошку структуру и техничке инвенције сликарскарства као уметничког медија. И управо између технолошке бравуре и могућности да асоцира, Турински је почео да гради дело од једног пастуозног „рељефа-знака“ до тога, напокон, да га као препознатљиви, ауторски структурисани „симбол-знак“, или „интегрални знак“, изгради у кругу српског сликарства друге половине прошлог века. Тај прелаз, или прочишћавање слике, у његовом случају одигравао се поступно, мада у кратком раздобљу, и логично, од младалачког трагања за новим језиком слике који ће одговарати по својим карактеристикама филозофији, идеологији и духовном стању времена с почетка шесте деценије, до каснијег и зрелијег схватања слике као поља утврђивања и разраде постигнутог пластичког знака као рукописа једног специфичног и ауторски аутентичног, препознатљивог стања – што се одржало практично до његових последњих радова. Тај пут се подударио са почетним, општим осећањем од скученог егзистенцијалног безнађа уметника у затвореном друштву до наглог бујања новог феномена у условима промењеног социјалистичког поретка као зачетка контролисаног привредног либерализма, а са њим и тихо настајање потрошачког друштва жељног поседовања многих добара, поред других, и уметничких дела. Како се мењао друштвени амбијент, а са њим и положај уметника, тако је настајала и промена која је захватила не само епоху „после енформела“ (сликарство новог симбола, нови реализам, нову фигурацију, поп-арт, нове тенденције...) већ и сам енформел у Србији у његовој зенитној фази током друге половине седме деценије.

## Самосталне изложбе
- 1961 Изложба младих сликара из Зрењанина, Народни музеј, Зрењанин
- 1962 Галерија Графички колектив, Београд
- 1964 Салон Модерне галерије, Београд
- 1966 Галерија УЛУС, Београд, Салон Трибине младих, Нови Сад, Ликовни сусрет - Палић, Градска изложбена сала, Суботица
- 1967 Галерија Дома омладине, Београд
- 1968 Мала галерија Уметничке колоније „Ечка“, Зрењанин
- 1974 Галерија Коларчевог народног универзитета, Београд
- 1984 Галерија савремене уметности, Ниш, „25-годишња ретроспектива у пет слика“, Београдско читалиште, Београд
- 1989 Галерија Коларчевог народног универзитета, Београд